# Sandknotenwespe
Die Sandknotenwespe (Cerceris arenaria) ist ein Hautflügler aus der Familie der Crabronidae. Die Art ist nicht gefährdet.

## Merkmale
Die Tiere erreichen eine Körperlänge von 11 bis 15 Millimetern (Weibchen) bzw. 8 bis 12 Millimetern (Männchen). Kopf und Thorax sind schwarz und weisen eine gelbe Zeichnung auf. Der schwarze Hinterleib hat auf jedem Segment eine breite gelbe Binde, welche allerdings am letzten Segment fehlt. Die Beine sind fast komplett gelb und haben eine rotbraune Zeichnung. Der Vorsprung der Stirnplatte (Clypeus) der Weibchen ist breitplattig. Das letzte Fühlerglied der Männchen ist stark gekrümmt. Die Art kann von den übrigen Knotenwespen durch ihre Größe und die Zeichnung des Hinterleibs unterschieden werden.

## Vorkommen
Die Art kommt in Nordostafrika und Europa vor. Sie ist die häufigste Knotenwespe in Mitteleuropa und tritt weit verbreitet und häufig auf. Sie lebt in offenen, sandigen Lebensräumen, oft in der Nähe von Kiefern. Die Tiere fliegen in einer Generation von Ende Mai bis Ende September, wobei sich der Höhepunkt im Juli befindet.

## Lebensweise
Die Tiere nisten meist in größeren Gruppen an offenen und sonnenbeschienenen Sandflächen. Das Nest wird am Ende eines etwa 20 Zentimeter tiefen, senkrechten Gangs angelegt. Den Sand schiebt die Wespe mit dem oberseits besonders flachen Hinterleibsende („Pygidialplatte“ des Telson) nach oben, wodurch ein Haufen um den Nesteingang entsteht. Der Eingang wird zu einem schmalen Trichter erweitert. Ist das Nest fertig, werden im Flug Rüsselkäfer als Nahrung für die Larven eingebracht. Ein Vorderbein wird mit den Mandibeln gepackt und der Körper wird mit den Beinen umklammert. Dabei werden vor allem Gemeine Graurüßler (Brachyderes incanus), die an Kiefern leben, gefangen. Um die Käfer zu betäuben, muss die Wespe mit ihrem Stachel zwischen den Gelenkhäuten an der Basis der Beine einstechen, da die übrigen Körperstellen zu stark gepanzert sind. In das Nest wird direkt, ohne vorheriges Absetzen eingeflogen. Insgesamt werden bis zu 12 Käfer in ein Nest eingebracht. Die Sandknotenwespe wird von der Sand-Goldwespe (Hedychrum nobile) parasitiert.

## Belege